# Port lotniczy Abemama
Port lotniczy Abemama (ICAO: AEA, ICAO: NGTB) – port lotniczy położony 200 m na północny wschód od Tabiang, na atolu Abemama, w Kiribati.

## Linie lotnicze i połączenia
- Air Kiribati (Tarawa)
- Coral Sun Airways (Maiana, Tarawa)